# 红卫兵成都部队
红卫兵成都部队，简称红成，原是成都市的统一的学生造反派组织，而后分裂出八二六派。
1966年10月1日，成都地区各大专院校的红卫兵造反派组织联合成立“红卫兵成都部队”，统一协调成都地区红卫兵行动。11月13日，“川大东方红八二六战斗团”从“红成”分裂，形成“八二六”派。成都地区大、中学校的红卫兵组织逐渐归入“红成”和“八二六”这两大派系麾下。两派群众组织的对立情绪越来越严重，从12月起，群众组织之间开始发生打架斗殴，后逐渐演变成武斗。
徐友渔当时是红成的理论家和宣传家。